# Красная книга Магаданской области
Красная книга Магаданской области — официальный документ, содержащий сведения о редких и находящихся под угрозой исчезновения животных, растениях и других организмах на территории Магаданской области.

## Издания
К предшественнице «Красной книги Магаданской области» отчасти можно отнести «Красную книгу Севера Дальнего Востока России», изданную в 1998 году.
В 2008 году выпущено первое издание Красной книги Магаданской области. Оно было подготовлено специалистами Департамента природных ресурсов администрации Магаданской области и учёными Института биологических проблем Севера ДВО РАН, Биолого-почвенного института во Владивостоке и Института экологии растений и животных в Екатеринбурге. В этом издании оценка состояния видов и популяций проведена по категориям, сочетающим как категории Красной книги Российской Федерации, так и категории Международного союза охраны природы, которые соотносятся следующим образом:
| Категории Красной книги России            | Категории по системе МСОП                                                   | Категории Красной книги Магаданской области |
| 0 — вероятно исчезнувшие                  | RE — вероятно исчезнувшие в регионе                                         | 0 (RE)                                      |
| 1 — находящиеся под угрозой исчезновения  | CR — находящиеся в критическом состоянии (на грани исчезновения)            | 1 (CR)                                      |
| 2 — сокращающиеся в численности           | EN — находящиеся в опасном состоянии (исчезающие)                           | 2 (EN)                                      |
| 3 — редкие                                | VU — уязвимые                                                               | 3 (VU)                                      |
| 3 — редкие                                | NT — находящиеся в состоянии, близком к угрожаемому (потенциально уязвимые) | 3 (NT)                                      |
| 3 — редкие                                | LC — вызывающие наименьшие опасения                                         | 3 (LC)                                      |
| 4 — неопределенные по статусу             | DD — недостаточно изученные                                                 | 4 (DD)                                      |
| 5 — восстановленные и восстанавливающиеся | (отсутствует)                                                               | 5                                           |

Красная книга Магаданской области является официальным изданием, предназначенным как для специалистов, так и для широкого круга читателей. Содержит сведения о 113 охраняемых видах животных (10 — моллюсков, 20 — рыб, 10 — насекомых, 2 — пресмыкающихся, 46 — птиц, 25 — млекопитающих), 108 видах растений (95 — покрытосеменных, 1 — голосеменных, 7 — папоротниковидных, 2 — плауновидных, 1 — хвощевидных, 1 — лишайников) и 27 видах грибов. По каждому виду даны краткое описание, сведения о численности и необходимые меры охраны. Книга иллюстрирована рисунками и картами ареалов охраняемых видов.
В 2019 году вышло второе издание Красной книги Магаданской области, в котором по сравнению с первым изданием исключены 75, а добавлен 101 вид животных, растений и грибов. Книга подготовлена специалистами ИБПС ДВО РАН, БСИ ДВО РАН, ФНЦ Биоразнообразия ДВО РАН, ЦСБС СО РАН, ИЭРиЖ УрО РАН, ЗИН РАН, ИБВВ РАН, ЮНЦ РАН и Музея естественной истории Словении. В этом издании категория редкости оценена по шкале со следующими критериями:
- 0 — Вероятно исчезнувшие. Таксоны и популяции, ранее известные с территории (акватории) региона, но нахождение которых в настоящее время не подтверждается (сведения о единичных встречах имеют 25-50—летнюю давность).
- 1 — Находящиеся под угрозой исчезновения. Таксоны и популяции, численность особей которых находится на критическом уровне, так что без принятия соответствующих мер охраны они могут в недалёком будущем перейти в предыдущую категорию.
- 2 — Сокращающиеся в численности. Таксоны с неуклонно снижающейся численностью, которые, если не принять соответствующих мер, могут перейти в предыдущую категорию.
- 3 — Редкие. Таксоны с естественно низкой численностью, распространённые в ограниченном ареале или крайне спорадически на значительных территориях. Для редких видов беспозвоночных, растений и грибов приняты следующие подкатегории: 3а — узколокальные эндемики; 3б — имеющие значительный ареал, в пределах которого встречаются спорадически и с небольшой численностью популяций; 3в — имеющие узкую экологическую приуроченность; 3г — имеющие значительный общий ареал, но находящиеся в Магаданской области на границе распространения; 3д — имеющие ограниченный ареал, часть которого находится на территории Магаданской области.
- 4 — Неопределённые по статусу. Таксоны и популяции, которые, вероятно, относятся к одной из предыдущих категорий, но достаточных сведений об их состоянии в природе в настоящее время нет, либо они не в полной мере соответствуют критериям всех остальных категорий.
- 5 — Восстанавливающиеся. Таксоны и популяции, численность и распространение которых под воздействием естественных причин или в результате принятых мер охраны начали восстанавливаться и приближаться к состоянию, когда они не будут нуждаться в срочных мерах по сохранению и восстановлению.
- 6 — Редкие с нерегулярным пребыванием. Таксоны и популяции, занесённые в Красную книгу Российской Федерации, особи которых обнаруживаются на территории субъекта Федерации при нерегулярных миграциях, кочевках или залётах (заходах).
- 7 — Вне опасности. Таксоны и популяции, занесённые в Красную книгу Российской Федерации, которым на территории субъекта Российской Федерации исчезновение не угрожает.

## Списки видов
На 2019 год в Красную книгу внесены 272 вида животных, растений и грибов (в скобках указана категория редкости).

### Животные
- Cincinna chereshnevi — Затворка Черешнева (2)
- Oxyloma retusa — Янтарка притупленная (3г)
- Vitrina exilis — Витрина крошечная (3д)
- Beringiana beringiana — Берингиана берингийская (3д)
- Beringiana youkonensis — Берингиана юконская (3д)
- Beringiana kamchatica — Берингиана камчатская (3д)

- Carabus kolymensis — Карабус колымский (4)
- Amara (Curtonotus) extrema — Куртонотус экстремальный (3а)
- Phyllobius kolymensis — Листовой слоник колымский (3a)
- Ceutorhynchus kolymensis — Скрытнохоботник колымский (3a)
- Parnassius arcticus — Аполлон арктический (4)
- Plebejus idas polaris — Голубянка идас полярная (4)
- Boloria selenis kononovi — Перламутровка селенис Кононова (4)
- Melitaea menetriesi kolymskya — Шашечница Менетрие колымская (3a)
- Oeneis alpina — Энейс альпийская (3a)
- Oeneis nanna dzhugdzhuri — Энейс нанна джугджурская (4)
- Cleta jacutica — Пяденица клета якутская (4)
- Dodia diaphana arctica — Медведица прозрачнокрылая (3б)
- Xestia brunneopicta — Ксестия коричневатая (3б)

- Acipenser baeri — Cибирский осётр (2)
- Huso dauricus — Калуга (6)
- Rhynchocypris czekanowskii — Гольян Чекановского (3)
- Coregonus autumnalis — Арктический омуль (2)
- Stenodus leucichthys nelma — Нельма (2)
- Oncorhynchus tschawytscha — Чавыча (3)
- Salvelinus levanidovi — Голец Леванидова (3)
- Salvelinus neiva — Голец Нейва (3)
- Pungitius sinensis — Китайская девятииглая колюшка, или амурская девятииглая колюшка (3)

- Rana amurensis — Сибирская лягушка (3)
- Zootoca vivipara — Живородящая ящерица (3)

- Gavia adamsii — Белоклювая гагара (6)
- Podiceps auritus — Красношейная поганка (4)
- Botaurus stellaris — Выпь (3)
- Cygnus cygnus — Лебедь-кликун (3)
- Cygnus bewickii — Малый лебедь (5)
- Anser erythropus — Пискулька (2)
- Anser fabalis middendorffii — Таёжный гуменник (2)
- Branta bernicla nigricans — Тихоокеанская чёрная казарка (2)
- Anas formosa — Клоктун (3)
- Anas falcata — Касатка (3)
- Somateria mollissima — Обыкновенная гага (3)
- Mergellus albellus — Луток (3)
- Pandion haliaetus — Скопа (3)
- Haliaeetus albicilla — Орлан-белохвост (3)
- Haliaeetus pelagicus — Белоплечий орлан (3)
- Aquila chrysaetos — Беркут (2)
- Accipiter gentilis — Тетеревятник (3)
- Circus cyaneus — Полевой лунь (4)
- Falco tinnunculus — Пустельга (4)
- Falco rusticolus — Кречет (3)
- Falco peregrinus — Сапсан (3)
- Haematopus ostralegus osculans — Дальневосточный кулик-сорока (1)
- Eudromias morinellus — Хрустан (3)
- Charadrius dubius — Малый зуек (3)
- Calidris tenuirostris — Большой песочник (2)
- Calidris canutus — Исландский песочник (2)
- Calidris ferruginea — Краснозобик (2)
- Calidris alpina kistchinskii — Камчатский чернозобик (4)
- Calidris subminuta — Длиннопалый песочник (4)
- Calidris acuminata — Острохвостый песочник (3)
- Limicola falcinellus — Грязовик (3)
- Eurynorhynchus pygmaeus — Лопатень (1)
- Tringa guttifer — Охотский улит (1)
- Limosa limosa — Большой веретенник (3)
- Limosa lapponica — Малый веретенник  (3)
- Gallinago solitaria — Горный дупель (4)
- Scolopax rusticola — Вальдшнеп (4)
- Numenius minutus — Кроншнеп-малютка (4)
- Numenius madagascariensis — Дальневосточный кроншнеп (2)
- Rhodostethia rosea — Розовая чайка (5)
- Pagophila eburnea — Белая чайка (6)
- Sterna kamtschatica — Камчатская крачка (3)
- Brachyramphus perdix — Длинноклювый пыжик (3)
- Brachyramphus brevirostris — Короткоклювый пыжик (3)
- Synthliboramphus antiquus — Старик (2)
- Aethia psittacula — Белобрюшка (2)
- Grus canadensis — Канадский журавль (4)
- Nyctea scandiaca — Белая сова (3)
- Bubo bubo — Филин (2)
- Ketupa blakistoni — Рыбный филин (1)
- Aegolius funereus — Мохноногий сыч (4)
- Strix uralensis — Длиннохвостая неясыть (4)
- Strix nebulosa — Бородатая неясыть (4)
- Jynx torquilla — Вертишейка (4)
- Lanius borealis — Северный сорокопут (4)
- Cinclus pallasii — Бурая оляпка (4)
- Prunella collaris — Альпийская завирушка (3)
- Carpodacus roseus — Сибирская чечевица (4)
- Ocyris rusticus — Овсянка-ремез (2)
- Ocyris aureolus — Дубровник (2)

- Sorex roboratus — Бурая бурозубка (3)
- Sorex tundrensis — Тундровая бурозубка (3)
- Sorex gracillimus — Дальневосточная бурозубка (3)
- Sorex minutissimus — Крошечная бурозубка (3)
- Sorex camtschaticus — Камчатская бурозубка (3)
- Neomys fodiens — Обыкновенная кутора (3)
- Myotis sibirica — Сибирская ночница (3)
- Myotis petax — Восточная ночница (3)
- Plecotus ognevi — Сибирский ушан (3)
- Eptesicus nilssonii — Северный кожанок (3)
- Marmota camtschatica — Черношапочный сурок, или камчатский сурок (3)
- Apodemus peninsulae — Восточноазиатская мышь (3)
- Micromys minutus — Мышь-малютка (3)
- Dicrostonyx torquatus — Копытный лемминг (3)
- Lemmus trimucronatus — Бурый лемминг (3)
- Lemmus sibiricus — Сибирский лемминг (3)
- Microtus hyperboreus — Северосибирская полевка (3)
- Lutra lutra — Речная выдра (3)
- Lynx lynx — Рысь (3)
- Eumetopias jubatus — Сивуч (2)
- Moschus moschiferus — Кабарга (2)
- Ovis nivicola — Снежный баран, или толсторог (3)[a]
- Delphinapterus leucas — Белуха (3)
- Eschrichtius gibbosus — Серый кит (1)
- Balaena mysticetus — Полярный кит, или гренландский кит (1)

1. ↑  Изолированные популяции, населяющие:
1) горные системы к югу от долин рек Кава и Тауй (горы Чуткавар, Кавинские горы, полуостров Хмитевского и полуостров Онацевича);
2) горные системы полуострова Кони к западу от долины реки Сиглан;
3) горные системы восточного побережья Тауйской губы (мыс Харбиз, мыс Речной, полуостров Беринга, гряда Кил), ограниченные с востока долиной реки Сиглан и его правого притока Халтык, с севера — долиной реки Ланковая и её левого притока реки Амбарчик по водоразделу рек Хурчан (левый приток реки Амбарчик) и Халтык (приток реки Сиглан) до залива Одян.

### Растения
- Potamogeton maackianus — Pдест Маака (3д)
- Potamogeton pectinatus — Рдест гребенчатый (3г)
- Scheuchzeria palustris — Шейхцерия болотная (3г)
- Sagittaria natans — Стрелолист плавающий (3г)
- Cinna latifolia — Цинна широколистная (3г)
- Danthonia riabushinskii — Дантония Рябушинского (3д)
- Glyceria alnasteretum — Манник ольховниковый (3д)
- Hystrix sibirica — Шероховатка сибирская (3г)
- Koeleria asiatica — Тонконог азиатский (3г)
- Ptilagrostis mongholica — Ковылёк монгольский (3г)
- Schizachne callosa — Овсовидка мозолистая (3г)
- Trichophorum alpinum — Пухонос альпийский (3г)
- Trichophorum uniflorum — Пухонос одноцветковый (3в)
- Tofieldia cernua — Тофильдия поникающая (3в)
- Calla palustris — Белокрыльник болотный (3в)
- Allium ochotense — Лук охотский, черемша (3г)
- Lilium pensylvanicum — Лилия пенсильванская (2)
- Iris laevigata — Ирис гладкий (3г)
- Corallorhiza trifida — Ладьян трёхнадрезный (3б)
- Cypripedium guttatum — Венерин башмачок пятнистый (3в)
- Hammarbya paludosa — Гаммарбия болотная (3б)
- Listera cordata — Тайник сердцевидный (3б)
- Lysiella oligantha — Любочка малоцветковая (3б)
- Malaxis monophyllos — Мякотница однолистная (3б)
- Platanthera ditmariana — Любка Дитмара (3д)
- Salix darpirensis — Ива дарпирская (3а)
- Salix magadanensis — Ива магаданская (3а)
- Salix pyrolifolia — Ива грушанколистная (3г)
- Myrica tomentosa — Восковник пушистый (3г)
- Rheum compactum — Ревень густоцветковый (3г)
- Suaeda arctica — Сведа арктическая (3а)
- Сlaytoniella vassilievii — Клейтониелла Васильева (3д)
- Gypsophila sambukii — Качим Самбука (3в)
- Minuartia tricostata — Минуарция трёхрёберная (3а)
- Stellaria bungeana — Звездчатка Бунге (3г)
- Nymphaea tetragona — Кувшинка четырёхгранная (3б)
- Nuphar pumila — Кубышка малая (3б)
- Ceratophyllum demersum — Роголистник погруженный (3г)
- Beckwithia chamissonis — Беквития Шамиссо (3д)
- Delphinium kolymense — Живокость колымская (3а)
- Clematis fusca — Ломонос бурый (3г)
- Pulsatilla magadanensis — Прострел магаданский (3а)
- Trautvetteria japonica — Траутфеттерия японская (3д)
- Cardamine victoris — Cердечник Виктора (3д)
- Draba magadanensis — Крупка магаданская (3а)
- Draba majae — Крупка Майи (3а)
- Lesquerella arctica — Лескверелла арктическая (3в)
- Subularia aquatica — Шильник водный (3б)
- Rhodiola quadrifida — Родиола четырёхчленная (3г)
- Chrysosplenium rimosum —   Селезеночник щелистый (3д)
- Chamaerhodos grandiflora —   Мелкорозовник крупноцветковый (3в)
- Sorbaria grandiflora — Рябинник крупноцветковый (3г)
- Astragalus boreomarinus — Астрагал североприморский (3а)
- Astragalus ochotensis — Астрагал охотский (3а)
- Astragalus polaris — Астрагал полярный (3д)
- Astragalus vallicoides — Астрагал долинновидный (3а)
- Caragana jubata — Карагана гривастая (3г)
- Oxytropis darpirensis — Остролодочник дарпирский (3а)
- Elatine orthosperma — Повойничек прямосемянный (3б)
- Circaea alpina — Двулепестник альпийский (3б)
- Myriophyllum ussuriense — Уруть уссурийская (3д)
- Bupleurum atargense — Володушка атарганская (3а)
- Magadania olaёnsis — Магадания ольская (3а)
- Moneses uniflora — Одноцветка крупноцветковая (3г)
- Rhododendron adamsii — Рододендрон Адамса (3г)
- Androsace khokhrjakovii — Проломник Хохрякова (3а)
- Primula mazurenkoae — Первоцвет Мазуренко (3а)
- Phlox sibirica — Флокс сибирский (3г)
- Dracocephalum stellerianum — 3мееголовник Стеллера (3в)
- Stachys aspera — Чистец шероховатый (3г)
- Galium kamtschaticum — Подмаренник камчатский (3д)
- Valeriana murrayii — Валериана Муррея (3а)
- Lobelia sessilifolia — Лобелия сидячелистная (3д)
- Ajania pallasiana — Аяния Палласа (3д)
- Leontopodium charkeviczii — Эдельвейс Харкевича (3д)
- Leontopodium conglobatum — Эдельвейс cкученный (3д)
- Leontopodium stellatum — Эдельвейс звездчатый (3а)
- Taraxacum magadanicum — Одуванчик магаданский (3а)
- Taraxacum pseudonivale — Одуванчик ложноснежный (3б)

- Picea obovata — Ель сибирская (3г)

- Botrychium robustum — Гроздовник мощный (3д)
- Polystichum lonchitis — Многорядник копьевидный (3г)
- Matteuccia struthiopteris — Страусник обыкновенный (3г)
- Polypodium sibiricum — Многоножка сибирская (3г)

- Isoёtes asiatica — Полушник азиатский (3б)

- Andreaea blyttii — Андреа Блютта (3б)
- Andreaea nivalis — Андреа снежная (3б)
- Oedipodium griffithianum — Эдиподиум Гриффифа (3б)
- Bartramiopsis lescurii — Бартрамиопсис Лекере (3г)
- Lyellia aspera — Лайеллия шероховатая (3д)
- Polytrichastrum sphaerothecium — Политрихаструм шаровидный (3б)
- Bryoxiphium norvegicum — Бриоксифиум норвежский (3д)
- Scouleria pulcherrima — Скоулерия красивейшая (3б)
- Encalypta brevipes — Энкалипта коротконожковая (3б)
- Encalypta affinis — Энкалипта близкая (3б)
- Echinophyllum sachalinense — Эхинофиллум сахалинский, или ежелистник сахалинский (3б)
- Myuroclada maxumowiczii — Миуроклада Максимовича (3г)
- Platyhypnum alpestre — Платигипнум приальпийский (3б)
- Pseudohygrohypnum subeugyrium — Псевдогигрогипнум почтиширококолечковый (3б)
- Stereodon plumaeformis — Стереодон перистообразный (3б)

- Apotreubia nana — Апотреубия крошечная (3г)
- Bazzania trilobata — Баццания трёхлопастная (3г)
- Bazzania denudata — Баццания оголённая (3г)
- Bucegia romanica — Буцегия румынская (3б)
- Cordaea flotoviana — Кордеа Флотова (3б)
- Eocalypogeia schusteriana — Эокалипогейя Шустера (3д)
- Gymnomitrion pacificum — Гимномитрион тихоокеанский (3д)
- Marsupella arctica — Марсупелла арктическая (3д)
- Harpanthus scutatus — Гарпантус щитовидный (3б)
- Lejeunea alaskana — Леженея аляскинская (3д)
- Mylia verrucosa — Милия бородавчатая (3г)
- Pseudolepicolea fryei — Псевдолепиколея Фрая (3б)
- Riccia frostii — Риччия Фроста (3в)
- Ricciocarpos natans — Риччиокарп плавающий (3г)
- Scapania magadanica — Скапания магаданская (3а)
- Sphenolobus cavifolius — Сфенолобус пололистный (3д)

- Aegagropila linnaei — Эгагропила Линнея (3г)
- Chara strigosa — Хара щетинистая (1)
- Sirodotia suecica — Сиродоция шведская (3б)

### Грибы
- Lobaria pulmonaria — Лобария легочная (2)
- Lobaria scrobiculata — Лобария ямчатая (3б)
- Fuscopannaria ahlneri — Фускопаннария Альнера (3б)
- Solorina saccata — Солорина мешочковидная (3в)
- Peltigera scabrosella — Пельтигера шероховастенькая (3г)
- Asahinea scholanderi — Асахинея Шоландера (3б)
- Masonhalea richardsonii — Мэйсонхэйлеа Ричардсона (3в)
- Myelochroa metarevoluta — Миелохроа загнутая (3д)

- Sabuloglossum arenarium — Сабулоглоссум песчаный (3в)
- Hydnotrya michaelis — Гиднотрия Михаэля, или трюфель Михаэля (3б)
- Verpa conica — Сморчковая шапочка коническая (3б)
- Microstoma protractum — Микростома вытянутая (3б)
- Hypocreopsis lichenoides — Гипокреопсис лихеновидный (3б)
- Xylaria polymorpha — Ксилярия многообразная (3г)
- Calvatia lilacina — Кальватия лиловая (3г)
- Lycoperdon lividum — Дождевик сизый (3б)
- Lycoperdon niveum — Дождевик снежный (3в)
- Amanita rubescens — Мухомор краснеющий, или Мухомор серо-розовый (3б)
- Clavulinopsis subarctica — Клавулинопсис субарктический, или рогатик субарктический (3в)
- Arrhenia discorosea — Аррения розоводисковая (3в)
- Phaeocollybia jennyae — Феоколлибия Дженни (3б)
- Leccinum arctoi — Обабок арктоусный (3д)
- Geastrum minimum — Земляная звёздочка малая (3б)
- Onnia tomentosa — Онния войлочная (3б)
- Clavariadelphus pistillaris — Рогатик пестиковый (3б)
- Clavariadelphus truncatus — Рогатик усечённый (3б)
- Ganoderma lucidum — Ганодерма блестящая, или трутовик лакированный (3г)
- Laetiporus sulphureus — Трутовик серно-жёлтый (3г)
- Fomitopsis officinalis — Фомитопсис лекарственный, или лиственничная губка (2)
- Heliocybe sulcata — Пилолистник бороздчатый (3б)
- Cerioporus choseniae — Трутовик чозениевый (3в)
- Perenniporia tenuis — Переннипория тонкая (3г)
- Hericium flagellum — Гериций альпийский (3б)
- Hericium coralloides — Гериций коралловидный, или коралловый гриб (3б)
- Lactarius deliciosus — Рыжик сосновый (3б)
- Lactarius deterrimus — Рыжик еловый (3г)
- Lactarius lignyotus — Млечник древесинный (3б)
- Thelephora palmata — Телефора пальчатая (3г)